# Montborget

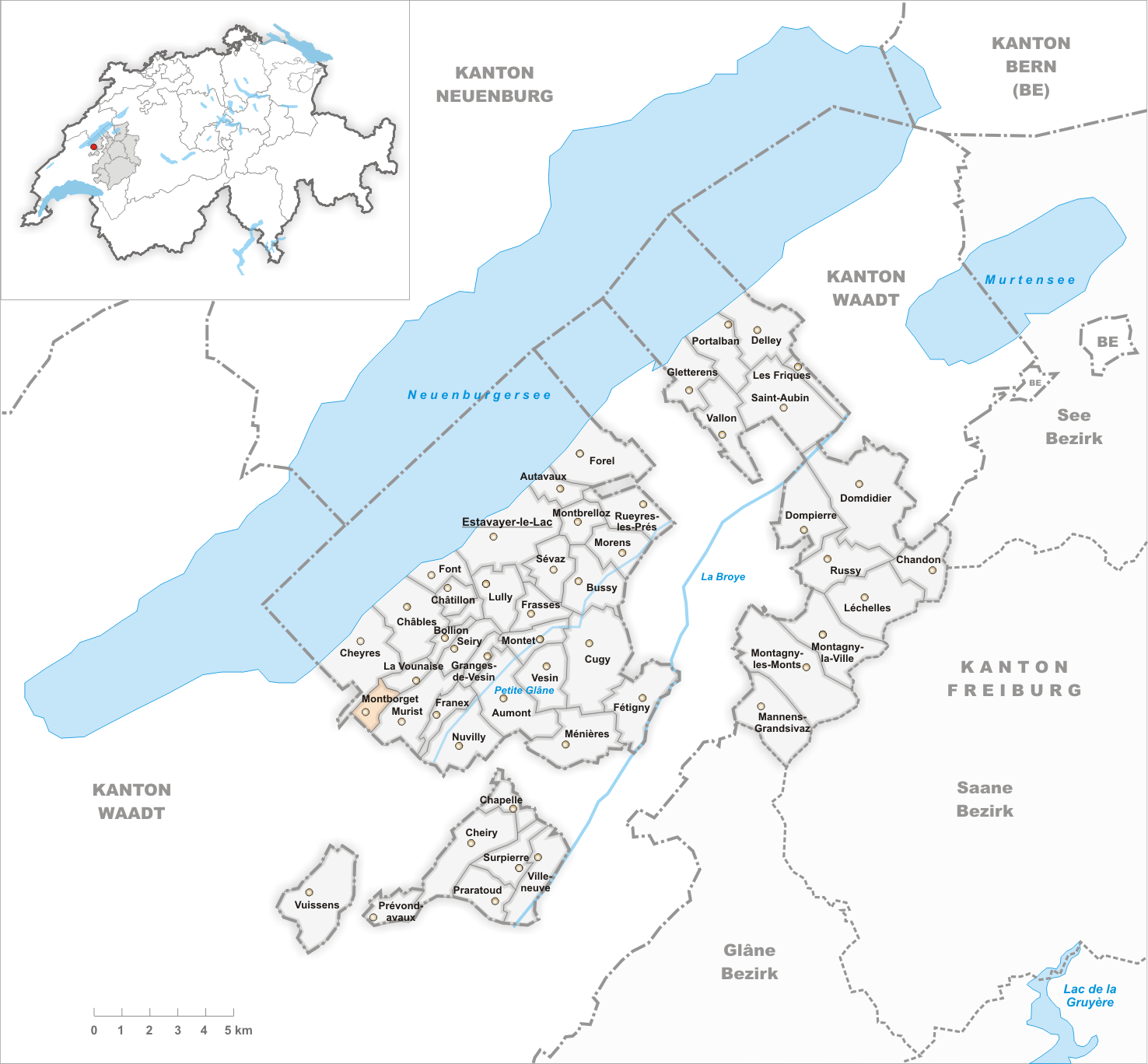
Gemeindestand vor der Fusion am 1. Januar 1981

Montborget (Freiburger Patois Monbordzèⓘ) ist eine Ortschaft und früher selbständige politische Gemeinde im Distrikt Broye des Kantons Freiburg in der Schweiz. Am 1. Januar 1981 wurde Montborget nach Murist eingemeindet. Seit 2017 gehört das Dorf zur Gemeinde Estavayer.

## Geographie
Montborget liegt auf 650 m ü. M., siebeneinhalb Kilometer südwestlich des Bezirkshauptortes Estavayer-le-Lac (Luftlinie). Das Dorf erstreckt sich in einer Mulde im Tal des Bainoz (linker Seitenbach der Petite Glâne), im Molassehügelland zwischen dem Neuenburgersee und dem mittleren Broyetal, im nordwestlichen Freiburger Mittelland. Die ehemalige Gemeindefläche betrug 1,51 km². Das Gebiet reichte vom Bachlauf des Bainoz nordwärts über die Mulde von Montborget bis auf die Höhe La Frêta (687 m ü. M.).

## Bevölkerung
Mit 79 Einwohnern (1980) zählte Montborget vor der Fusion zu den kleinen Gemeinden des Kantons Freiburg. Zu Montborget gehörten der Weiler Fontanalla (607 m ü. M.) im Tal des Bainoz sowie einige Einzelhöfe.
Einwohnerzahlen: Volkszählungsdaten

## Wirtschaft
Montborget lebt noch heute von der Landwirtschaft, insbesondere vom Ackerbau und von der Milchwirtschaft. Dadurch sind die Gewässer des Bainoz stark mit Pflanzenschutzmitteln belastet.

## Verkehr
Das Dorf liegt abseits der grösseren Durchgangsstrassen, die Hauptzufahrt erfolgt von Estavayer-le-Lac durch das Bainoztal. Montborget besitzt keine Anbindung an das Netz des öffentlichen Verkehrs.

## Geschichte
Die erste urkundliche Erwähnung des Ortes erfolgte 1314 unter dem Namen Mauborget. Seit dem Mittelalter gehörte Montborget zur Herrschaft La Molière. Nachdem Bern 1536 das Waadtland erobert hatte, kam das Dorf unter die Herrschaft von Freiburg und wurde der Vogtei Font zugeteilt. Nach dem Franzoseneinfall im März 1798 und dem folgenden Zusammenbruch des Ancien Régime gehörte Montborget während der Helvetik und der darauffolgenden Zeit zum Bezirk Estavayer, bevor es 1848 in den Bezirk Broye eingegliedert wurde. Mit Wirkung auf den 1. Januar 1981 wurde Montborget nach Murist eingemeindet.